# Tour de Drenthe 2018
La 56e édition du Tour de Drenthe a lieu le 11 mars 2018. Elle fait partie du calendrier UCI Europe Tour 2018 en catégorie 1.HC. 

## Présentation

### Équipes
| WorldTeam- Lotto Soudal Équipes continentales professionnelles (13)- Vérandas Willems-Crelan - WB-Aqua Protect-Veranclassic - Aqua Blue Sport - Israel Cycling Academy - UnitedHealthcare - Roompot-Nederlandse Loterij - CCC Sprandi Polkowice - Fortuneo-Samsic - Vital Concept - Sport Vlaanderen-Baloise - Cofidis, Solutions Crédits - Gazprom-RusVelo - Wanty-Groupe Gobert Équipes continentales (8)- BEAT Cycling Club - SEG Racing Academy - Metec-TKH-Mantel - Delta Cycling Rotterdam - Destil-Parkhotel Valkenburg - Riwal CeramicSpeed - Monkey Town Continental - Vlasman Track/Road Continental Équipe nationale- Pays-Bas |
| |

## Classements

### Classement final
| \| Classement général \| Classement général \| Classement général \| Classement général \| Classement général \| \| Coureur \| Coureur \| Pays \| Équipe \| Temps \| \| ------------------ \| ------------------ \| ------------------ \| --------------------------- \| ------------------ \| \| 1er \| František Sisr \| Tchéquie \| CCC Sprandi Polkowice \| 4 h 36 min 28 s \| \| 2e \| Dries De Bondt \| Belgique \| Verandas Willems-Crelan \| + 0 s \| \| 3e \| Preben Van Hecke \| Belgique \| Sport Vlaanderen-Baloise \| + 0 s \| \| 4e \| Zakkari Dempster \| Australie \| Israel Cycling Academy \| + 0 s \| \| 5e \| Wesley Kreder \| Pays-Bas \| Wanty-Groupe Gobert \| + 0 s \| \| 6e \| Rick Ottema \| Pays-Bas \| Alecto \| + 0 s \| \| 7e \| Floris Gerts \| Pays-Bas \| Roompot-Nederlandse Loterij \| + 0 s \| \| 8e \| Joey van Rhee \| Pays-Bas \| Monkey Town Continental \| + 3 s \| \| 9e \| Johan Le Bon \| France \| Vital Concept \| + 3 s \| \| 10e \| Jasper Bovenhuis \| Pays-Bas \| Vlasman CT \| + 3 s \| |                  |           |                             |                 |
| |                  |           |                             |                 |
| Source : ProCyclingStats |                  |           |                             |                 |
| Classement général |                  |           |                             |                 |
| Coureur | Coureur          | Pays      | Équipe                      | Temps           |
| 1er | František Sisr   | Tchéquie  | CCC Sprandi Polkowice       | 4 h 36 min 28 s |
| 2e | Dries De Bondt   | Belgique  | Verandas Willems-Crelan     | + 0 s           |
| 3e | Preben Van Hecke | Belgique  | Sport Vlaanderen-Baloise    | + 0 s           |
| 4e | Zakkari Dempster | Australie | Israel Cycling Academy      | + 0 s           |
| 5e | Wesley Kreder    | Pays-Bas  | Wanty-Groupe Gobert         | + 0 s           |
| 6e | Rick Ottema      | Pays-Bas  | Alecto                      | + 0 s           |
| 7e | Floris Gerts     | Pays-Bas  | Roompot-Nederlandse Loterij | + 0 s           |
| 8e | Joey van Rhee    | Pays-Bas  | Monkey Town Continental     | + 3 s           |
| 9e | Johan Le Bon     | France    | Vital Concept               | + 3 s           |
| 10e | Jasper Bovenhuis | Pays-Bas  | Vlasman CT                  | + 3 s           |

### UCI Europe Tour
La course attribue aux coureurs le même nombre de points pour l'UCI Europe Tour 2018 et le Classement mondial UCI.
| Position           | 1er | 2e  | 3e  | 4e  | 5e | 6e | 7e | 8e | 9e | 10e | 11e | 12e | 13e | 14e | 15e | 16e à 30e | 31e à 40e |
| Classement général | 200 | 150 | 125 | 100 | 85 | 70 | 60 | 50 | 40 | 35  | 30  | 25  | 20  | 15  | 10  | 5         | 3         |